# WOW-collectie
WOW (Words of Worship: Liederen van Verering) is een collectie van verschillende jaarlijks uitgebrachte verzamelalbums bestaande uit Engelstalige christelijke liederen, bedoeld als promotie van hedendaagse Engelstalige christelijke muziek. De albums bestaan voornamelijk uit christelijke rock, christelijke popmuziek en opwekkende christelijke muziek.

## Geschiedenis
In 1995 kwam de eerste WOW uit, genaamd WOW 1996, mede dankzij een nieuwe samenwerking tussen 3 grote christelijke platenmaatschappijen. De samenwerking bestond uit Word Records (tegenwoordig Word Entertainment), Sparrow Records (tegenwoordig EMI Christian Music Group) en Reunion Records (tegenwoordig Provident Music Group).

## WOW Hits
Elk jaar verschijnt er een dubbelalbum dat bestaat uit 30 christelijke liedjes (exclusief bonusnummers), voornamelijk christelijke rock, christelijke pop en opwekking. Deze 30 liederen worden samengesteld door elk partnerlabel.

## WOW Worship
- WOW Worship: Blue (1999)
- WOW Worship: Orange (2000)
- WOW Worship: Green (2001)
- WOW Worship: Yellow (2002)
- WOW Worship: Red (2004)
- WOW Worship: Aqua (2005)

## Speciale edities
- WOW Christmas (uitgebracht in 2002)
- WOW Gold (uitgebracht in 2000)
- WOW The 90s (uitgebracht in 2000)
- WOW Number 1s (uitgebracht in 2005)
- WOW Hymns (uitgebracht in 2007)